# Cecropia multisecta
Cecropia multisecta är en nässelväxtart som beskrevs av P.Franco och C.C.Berg. Cecropia multisecta ingår i släktet Cecropia och familjen nässelväxter. Inga underarter finns listade i Catalogue of Life.